# Municipio Atizapán de Zaragoza
Koordinaten: 19° 33′ N, 99° 15′ W
Atizapán de Zaragoza ist ein Municipio im mexikanischen Bundesstaat México. Es gehört zur Zona Metropolitana del Valle de México, der Metropolregion um Mexiko-Stadt. Der Sitz der Gemeinde ist Ciudad López Mateos. Die Gemeinde hatte im Jahr 2010 489.937 Einwohner, ihre Fläche beträgt 91,4 km².

## Geographie

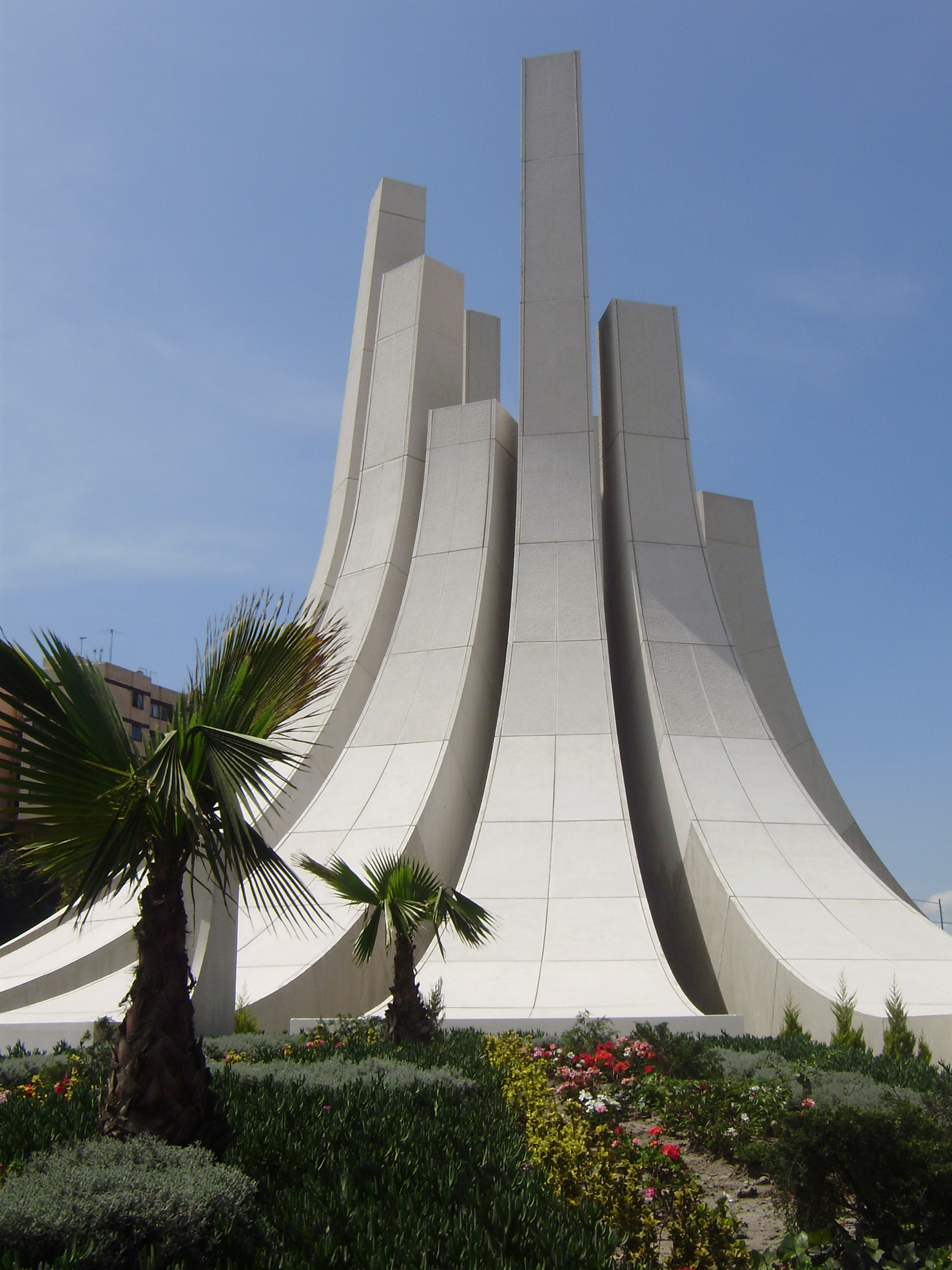
Die Plaza de la Democracia

Atizapán de Zaragoza liegt im Norden des Bundesstaates Mexiko, 22 km nördlich von Mexiko-Stadt.
Das Municipio Atizapán de Zaragoza grenzt an die Municipios Nicolás Romero, Cuautitlán Izcalli, Tlalnepantla de Baz, Naucalpan de Juárez, Jilotzingo und Isidro Fabela.

### Größte Orte
| Ort                 | Einwohner |
| Gemeinde            | 489.937   |
| Ciudad López Mateos | 489.160   |
| Rancho Blanco       | 000.548   |
| Los Gallos          | 000.109   |
| Viejo Madín         | 000.100   |